# 西久保愼一
西久保 愼一（にしくぼ しんいち、1955年7月25日 - ）は日本の実業家。スカイマーク前代表取締役社長。マイクロジェット株式会社代表取締役。大阪府泉佐野市出身。

## 略歴
- 1978年 3月 - 神戸大学工学部化学工学科卒業。
- 1978年 4月 - 大同塗料に入社。
- 1981年 10月 - ソード電算機システム（現:ソード）に入社。
- 1985年 2月 - システム工学社設立。
- 1990年 9月 - シーネット設立。
- 1993年 7月 - 明治乳業よりマスターネット株式会社を1,000万円で買収。
- 1997年 12月 - マスターネットを店頭市場（特則）に上場。
- 2000年 6月 - ナスダック・ジャパンに上場。社名を「ゼロ株式会社」に変更。
- 2003年 10月 - スカイマークエアラインズ（現:スカイマーク）の筆頭株主になり顧問就任。
- 2004年 1月 - 代表取締役社長に就任。
- 2008年 11月 - 固定翼航空機操縦士技能証明（自家用）（多発）を取得
- 2013年 5月 - 小型ジェット機セスナ製ムスタング（C510）の操縦免許を取得[要出典]
- 2015年 1月 - スカイマークの民事再生手続申請に伴い代表取締役社長を辞任[1]。
- 2015年 8月 - 簡易ホームページ作成会社クイックウェブの代表取締役社長に就任。
- 2021年12月 - クイックウェブの事業を株式会社インターリンクに事業売却。
- 2023年 1月 - マイクロジェット株式会社を設立

## 経歴
1974年に大阪府立岸和田高等学校、1978年に神戸大学工学部化学工学科を卒業。
趣味は料理、ダイビング。
大同塗料、ソード電算機システムを経て1986年に独立。神戸大学工学部システム工学科に復学すると同時にシステム工学社を設立。販売管理や在庫管理などのパソコン用ソフトの受託開発を請け負った。
1989年から株価データの通信サービスを提供。受託開発のシステム工学社は売却。新たにシーネットを設立。当初は大阪有線（現:USEN）の放送網を使って株価データを提供したが、1990年からパソコン通信会社マスターネットの通信網を使いデータ配信を行なった。

### マスターネット（後のゼロ）での経営
マスターネットは明治乳業（現:明治）の100%子会社として設立され、通産省が推奨していたJUST-PC手順の通信方式でパソコン通信を提供していた。Nifty-serve（現:ニフティ）やPC-VAN（現:ビッグローブ）に押され劣勢に立っていたため明治乳業は清算を決定。1993年、西久保がマスターネットの全株式を引き受けた。当時マスターネットの会員数は実質7,000人程度。経営を引き継ぐと同時にホストコンピュータを入れ替え、通信形式は全二重形式に変更。
パソコン用通信カラオケ「Singる（シングル）」を開発・販売。Windows 95の波に乗り、各パソコンメーカーが出荷前の設定ソフトウェアとして採用したため会員数は20万人に増加。業績は回復。店頭市場（現:ジャスダック）への株式公開を果たした。
NTTドコモと共同で開発した低料金メールサービスの10円メールはドコモの販売力によって爆発的に売れ会員数100万人を達成。しかしドコモがiモードを始めたことで会員数は急激に減少した。
2000年から月額基本使用料が無料のインターネットプロバイダ・ZEROを開始。社名もゼロに変更。約30億円の広告費をかけ販売を展開するが不調に終わり、1年後に有料化した。

### スカイマークでの経営
2003年9月にスカイマークエアラインズ（現:スカイマーク）に35億円を出資（その後40億円を追加出資）し、社長に就任。さらにプロバイダ事業を売却したうえで自らの会社をスカイマークへ合併させ累積損失を解消させた。同時に旅行会社エイチ・アイ・エスグループからも離脱。
スカイマーク社長就任後はパイロット養成学校に通い自家用操縦士技能証明を取得。現在は小型ジェット機セスナ製ムスタングを操縦。2006年4月11日の衆議院国土交通委員会では「航空事業の中で安全というのは当然の前提ではありますが、民間企業である限りは、健全な収益性が確保されなければなりません」など、自らの経営方針に基づく主張をした。
その後、スカイマークで運用していた6機のボーイング767(250-309席)をすべてボーイング737(177席)に置き換え、付帯サービスを行なわないノンフリルサービスの実施や、「荷物の収納は乗客の責任、客室乗務員に丁寧な言葉遣いは義務付けない、客室乗務員のメークやヘアスタイル、ネイルアートなどは自由、機内での苦情は一切受け付けない」といった接客指針を打ち出した。客室乗務員の制服をポロシャツだけにして地上勤務と兼任させた。パイロットの制服も廃止し、ポロシャツとウィンドブレーカーだけにした。2014年4月にはキャンペーン服として超ミニワンピースを着用させ話題となった。
2010年、エアバス社の超大型機A380を導入（2014年予定）し、欧米への国際線展開を発表した。国内線では再び中型機A330を導入し羽田発着路線の提供席数を増やす。A330では全席をJALのクラスJに相当する"グリーンシート"を導入。単なる価格競争から座席品質に競争の軸足を移し、LCCとの消耗戦からの脱却を図った。 また石垣島や宮古島では片道5,000円という破格の運賃を提供し、割高であった離島リゾート路線に価格破壊を持ちこんだ。他社競合のない茨城路線においても一貫して低価格運賃を提供した。
非効率さを理由に子会社を作らないことを経営方針としていた。また、契約社員は社内試験によって正社員化し長期雇用を基本としている。国土交通省からの天下りは一切受け入れていない。排他的組織だとして記者クラブでの会見はしないためマスコミの評判はよくなかった。一度退職した社員を再雇用するブーメラン制度や自社機を使って社員旅行を行うなど、独自の経営スタイルを持っていた。
2014年、上述の「A380」導入をめぐってエアバス社との購入交渉が暗礁に乗り上げ、700億円とされる違約金の支払いを求められる可能性が高まった。これに関し西久保は、「反省している。環境の変化があることを甘くみていた。」と経営判断のミスを認めた。
2015年1月28日、スカイマークが民事再生法適用を申し立てたことで責任を取って社長を辞任。所有していたスカイマーク株は経営破綻から上場廃止を前にした同年2月19日までの間にすべて売却している。

### マイクロジェットでの経営
2021年10月より航空大学校卒業生2名とビジネスジェット事業の準備を始める。

2023年1月に1億円を出資しマイクロジェット株式会社を設立。会長に就任。同年10月に事業認可を取得。初飛行には鳥取県知事の平井伸治氏を乗せて地方観光に新たなスタイルをPR。

マイクロジェット社は日本で初めてのビジネスジェット専業会社で、今後のマーケットの拡大を見据えて欧米並みの低運賃を実践。